# Asphondylia sidae
Asphondylia sidae är en tvåvingeart som beskrevs av Wunsch 1979. Asphondylia sidae ingår i släktet Asphondylia och familjen gallmyggor.
Artens utbredningsområde är Colombia. Inga underarter finns listade i Catalogue of Life.